# 陈伟文
陈伟文（1937年4月3日—），广东台山人，前中国人民解放军海军少将，现已退休。1988年赤瓜礁海战期间担任海军护卫舰502编队总指挥。

## 个人简历

### 早年经历加入海军
陈伟文幼年时家境贫寒，险些辍学。1956年，高中毕业的陈伟文考入武汉大学生物系学习。正值中国海军起步发展之时，国家号召大学生建设海军。陈伟文响应号召加入海军，于1956年7月转学至大连第一海军学校（今海军大连舰艇学院）航海系学习。1961年毕业，分配至南海舰队榆林基地“扬州”号猎潜艇做航海长。

### 1962年川岛以东海域伏击海战
当年，中华民国海军持续派出特务运输船潜入中国大陆进行破坏。1962年，南海舰队奉命在广东及台湾海峡一带监视、伏击中华民国特务船。1962年10月起，先后击沉中华民国海军数艘特务运输船。1962年11月29日，陈伟文作为航海长所在的“扬州”（舷号272）号猎潜艇（为编队指挥艇）参加在广东川岛以东海域伏击击沉中华民国“协进八号”特务运输船的战斗。12月6日，在汕头神泉湾海区，击沉中华民国“祥胜1”号特务侦察船。

### 1964年榆林东南海域伏击海战
1964年7月5日，中华民国海军特务输送船准备潜入广西北海输送特务，后放弃返航。1964年7月12日南海舰队在海南岛榆林以东南海域公海设伏对特务船进行伏击。陈伟文所在的272号“扬州”艇参加了击沉“大金一号”“大金二号”两艘特务运输船的战斗。

### 1974年西沙海战
陈伟文在南海舰队从航海长，做到舰长、大队副参谋长。1974年1月19日西沙海战，南海舰队在西沙永乐群岛海域击败南越海军，收复永乐群岛中被南越军占据的三座岛屿。陈伟文时任护卫艇大队副参谋长，负责担任编队导航，并参加了此次收复岛屿的作战。

### 1979年中建岛海战
1979年2月，中越战争爆发，中国人民解放军对越南进行自卫反击战，并在边境进行了持续十年的边境战斗。在中越战争中，陈伟文作为西沙群岛水警区训练科长正在西沙群岛的中建岛巡视，被任命为西沙前线指挥所的指挥员。1979年4月10日曾指挥驻岛守军缴获越南人民军海军三艘武装船只，俘虏越军24人。
此次战后，陈伟文于1980年调入海军广州舰艇学院（今海军兵种指挥学院），任教官、训练部副部长。

### 1988年赤瓜礁海战
1987年8月，陈伟文调回榆林基地，任基地参谋长。1988年2月，依据中国政府和联合国教科文组织政府间海洋学委员会于1987年2月21日在法国巴黎联合国教科文组织总部第十四届海洋委员会年会的协议，由中国在南沙群岛建立74号海洋观察站。3月14日，陈伟文作为榆林基地参谋长，率中国海军护卫舰502号“南充”舰、531号“鹰潭”舰、556号“湘潭”舰编队在南海九章群礁赤瓜礁海域执行任务。遭到越南人民军海军的挑衅，陈伟文下令还击。击沉两艘越南武装运输舰HQ604号和HQ605号，击伤越南HQ505“归仁”号坦克登陆舰（后沉没），越军死亡40人，被俘虏9人。中国海军仅1人受伤。中国海军在这次行动中收复六座南沙群岛岛礁。

### 授衔海军少将
1988年9月，中国人民解放军恢复军衔制。陈伟文的职务级别原应授予海军大校军衔。因赤瓜礁海战战功，被破格授予海军少将军衔。后陈伟文进入南京的中国人民解放军海军指挥学院进修。1990年7月从海军指挥学院毕业，任海军广州舰艇学院任副院长。1993年在中央党校学习。1995年7月，陈伟文退休。

## 社会兼职
- 中国海军百科全书编审委员会委员
- 海军科学技术委员会常委
- 海军优秀学术论文评审委员会委员
- 中国军事教育学会理事
- 广州航海学会第五届理事会常务副理事长
- 广东省第八届人大代表等职。

## 功勋列表
- 中国人民解放军二等功奖章
- 中国人民解放军三等功奖章

## 著作
- 《舰艇操纵》
- 《护卫艇战斗条令》（合著）
- 《导弹护卫艇战斗条令》